# Listă de filme de Crăciun de televiziune sau direct-pe-video
Aceasta este o listă de filme TV sau direct-pe-video care în întregime sau într-o proporție majoritară prezintă întâmplări legate de sărbătoarea Crăciunului. Filmele din lista de mai jos întotdeauna prezintă  simboluri ale Crăciunului cum ar fi adunări de familii, brazi și decorațiuni,  Iisus Hristos copil sau Moș Crăciun.  Pentru o listă de filme care au avut premiera cinematografică vedeți Listă de filme de Crăciun. Pentru alte filme vedeți Listă de filme referitoare la Crăciun.

### Animații
- Annabelle's Wish (Visul Annabelei) (1997) — O tânără văcuță visează să devină unul dintre renii lui Moș Crăciun.
- Babes in Toyland (Fabrica de jucării) (1997) — Ecranizare animată a operetei lui Herbert.
- Bah, Humduck! A Looney Tunes Christmas (Fleacuri, zise rățoiul!) (2006) — Parodie animată a A Christmas Carol cu Daffy Duck într-un rol asemănător lui Scrooge, restul personajelor Looney Tunes apărând în roluri secundare.
- Barbie in a Christmas Carol (Barbie și colindele de Crăciun) (2008) — Ecranizare  a A Christmas Carol cu Barbie.
- The Bears Who Saved Christmas (1994) — O familie rămâne blocată într-o cabină în Ajunul Crăciunului, iar doi ursuleți de pluș - Christopher și Holly - se aventurează în pădure pentru a găsi un brad de Crăciun și pentru a salva Crăciunul.
- Beauty and the Beast: The Enchanted Christmas (1997) — O continuare de sărbători a filmului Disney de animație din 1991.
- Buster & Chauncey's Silent Night (1998) — Poveste animată despre crearea cântecului "Silent Night".
- Casper's Haunted Christmas (2000) — Fantoma Casper trebuie să sperie pe cineva înainte de Ziua Crăciunului sau vs fi alungată din tărâmul muritorilor.
- A Charlie Brown Christmas (1965) —  Animație de 25 de minute în care Charlie Brown caută adevărata semnificație a Crăciunului, regizând o piesă de teatru.
- A Chipmunk Christmas (1981) - Un tânăr băiat care este bolnav îl face pe Alvin să-și dea seama care este adevărata semnificație a Crăciunului.
- (Mr. Magoo's) Christmas Carol (1962) — Ecranizare  animată și muzicală a cărții lui Charles Dickens, A Christmas Carol, cu Mr. Magoo ca Scrooge.
- Christmas Is Here Again (2007) — O fată orfană cu handicap se hotărăște să fure sacul cu jucării al lui Mos Crăciun.
- A Cosmic Christmas (1977) — Trei extratereștri au vizitat Pământul pentru a afla care este adevărata semnificație a Crăciunului.
- Emmet Otter's Jug-Band Christmas (1977) Povestea lui Jim Henson arată că adevărata semnificație a Crăciunului se bazează pe lupta unei mame  și a fiului său care sacrifică orice lucru important doar pentru a oferi unul celuilalt cadoul perfect de Crăciun.
- Fat Albert Christmas  Special TV animat.
- Frosty the Snowman (1969) — Special TV animat. Pălăria Magică face ca un om de zăpadă să prindă viață.
- Frosty Returns (1992) - Special TV animat. Un spray aerosol denumit „Summer Wheeze” (care face ca zăpada să dispară instantaneu) amenință existența lui Frosty.
- How the Grinch Stole Christmas! (1966) — O creatură verde și zgârcită vrea să strice Crăciunul. (Animație; muzical)

- The Life and Adventures of Santa Claus (2000) -  Un orfan uman este crescut de poporul zânelor devenind binefăcătorul  tuturor copiilor umani.
- The Little Drummer Boy (1968) - special Claymation . Un băiat baterist orfan care urăște umanitatea își dă seama  că viața lui s-a schimbat pentru totdeauna atunci când el întâlnește trei înțelepți pe traseul spre Betleem.
- Olive, the Other Reindeer (1999) — Un câine numit Olive vrea să fie un ren în perioada Crăciunului.
- Rudolph the Red-Nosed Reindeer (1964) —  adaptare a unui  cântec popular  în  Stop-motion.  Rudolph și spiridușul inadaptat Hermey depășesc respingerea celorlalți din cauza diversității lor și îl ajută pe Moș Crăciun să termine excursia sa de Crăciun.
- Rudolph's Shiny New Year (1976) —
- Rudolph and Frosty's Christmas in July (1979) —
- Shrek the Halls (2007) — Special de  animație . Căpcăunul se pregătește să petreaca Crăciunul cu familia.
- Twas the Night Before Christmas (1974) — Un șoarece și un ceasornicar încercă să liniștească un Moș Crăciun nemulțumit după ce a primit o scrisoare insultătoare.
- The Year Without a Santa Claus (1974) — (Claymation)  Moș Crăciun decide să-și ia concediu un an. Astfel Doamna Crăciun îi adună pe Heat Miser, Snow Miser și copiii din lume pentru a-i demonstra soțului ei că oamenii încă mai cred în el.
- Yes, Virginia, there is a Santa Claus (1974) —desen animat a tinerei Virginia.

### Păpuși
- A Classic Christmas From The Ed Sullivan Show (1993) - Această compilație VHS include un segment Muppets din 1968, cu renii lui Moș Crăciun.
- The Christmas Toy (1986)
- A Sesame Street Christmas Carol (2006)
- A Special Sesame Street Christmas (1978)
- Christmas Eve on Sesame Street (1978)
- Elmo's Christmas Countdown (2007)
- Elmo's World: Happy Holidays (2002)
- Elmo Saves Christmas (1996)
- Emmet Otter's Jug-Band Christmas (1977)
- It's a Very Merry Muppet Christmas Movie (2002) — Kermit demonstrează ce ar fi viața pentru restul Muppets fără el, în această parodie după melodia It's a Wonderful Life.
- John Denver and The Muppets: A Christmas Together (1979)
- A Muppet Christmas: Letters to Santa (2008) - După interceptarea eronată a trei scrisori trimise de copii lui Moș Crăciun, Muppets trebuie să se îndrepte spre Polul Nord pentru le da cadourile pe care ei le-au cerut, înainte de Crăciun.
- A Muppet Family Christmas (1987) — Kermit și prietenii săi petrec Crăciunul într-o vizită surpriză la ferma mamei lui Fozzie Bear.
- Santa Claus is Comin' to Town (1970)

### Filme artistice TV
| Titlu                                                                                           | An   | Descriere |
| ----------------------------------------------------------------------------------------------- | ---- | --- |
| The 12 Dogs of Christmas (Cei 12 căței ai Crăciunului)                                          | 2005 | O fată decide să folosească câini pentru a-i învăța pe oameni adevărata semnificație a Crăciunului. |
| A Golden Christmas (Casa cu amintiri)                                                           | 2009 | Un bărbat și o femeie se regăsesc și se reîndrăgostesc de Crăciun cu ajutorul unui Golden Retriever. |
| A Mom for Christmas (O mamă de Crăciun)                                                         | 1990 | Povestea unui copil care visează să aibă o mamă, un manechin dintr-un magazin prinde viață pentru a-i îndeplini dorința de Crăciun. |
| His and Her Christmas (Crăciunul lor)                                                           | 2005 | Povestea a doi editorialiști rivali, Tom Lane de la un ziar puternic și Liz Madison de la o mică publicație de cartier. Ziarul în care publică Liz este în pericol de a fi preluat și închis de conglomeratul media la care lucrează Tom. |
| The Christmas Blessing (Orașul minunilor)                                                       | 2005 | După un eșec, un rezident medical se întoarce acasă în orășelul său pentru a-și redescoperi trecutul. |
| The Christmas Hope (Speranța Crăciunului)                                                       | 2009 | Un asistent social începe să se ocupe de găsirea unor case pentru copiii aflați în dificultate. |
| The Christmas Shoes (Cadoul de Crăciun)                                                         | 2002 | Un tânăr băiat încearcă să cumpere o pereche de pantofi de Crăciun pentru mama sa aflată pe moarte, în timp ce un avocat încearcă să se ocupe de destrămarea căsătoriei sale.                                                             |
| The Christmas Train (Trenul de Crăciun)                                                         | 2017 | De Crăciun un jurnalist cinic trebuie să ajungă de la Washington, D.C. la Los Angeles și singura opțiune este cu trenul. |
| Mistletoe Over Manhattan (Spiritul Crăciunului)                                                 | 2011 | Crăciuneasa se duce la New York NYC pentru a-i demonstra soțului ei deprimat că spiritul Crăciunului încă există. |
| National Lampoon's Christmas Vacation 2: Cousin Eddie's Island Adventure (Vacanță de Crăciun 2) | 2004 | Vărul Eddie și familia sa rămân blocați de Crăciun pe ceea ce ei cred că este o insulă pustie. |
| On Strike for Christmas (Grevă de Crăciun)                                                      | 2010 | Joy Robertson face o "grevă de Crăciun" deoarece soțul și copiii ei au propriile preocupări și nu o ajută cu pregătirile de Crăciun. |
| The Case for Christmas (Procesul lui Moș Crăciun)                                               | 2011 | Un avocat ajunge să pregătească apărarea lui Moș Crăciun în cel mai mare proces din istorie. |
| The Three Gifts (Cadoul de Crăciun)                                                             | 2009 | Trei băieți orfani au un Crăciun de neuitat cu familia Green. |
| The Ultimate Christmas Present (Cadoul de Crăciun)                                              | 2000 | O fată fură de la Moș Crăciun o mașinărie ce controlează vremea pentru a face să ningă în ziua de Crăciun, dar mașinăria se defectează și provoacă o furtună de zăpadă care scapă de sub control.                                         |

- Christmas Rush (2002)
- A Princess for Christmas (Crăciunul la Castel) (2011)
- An American Christmas Carol (1979) —  În această adaptare al Colindei de Crăciun de Dickens figura domnului Scrooge este reprezentată de un om de afaceri zgârcit din New England-ul din timpul depresiei.
- The Angel of Pennsylvania Avenue (1996) — O producție Family Channel TV: Trei copii călătoresc la Washington în speranța de a convinge președintelui Hoover să-l elibereze pe tatăl lor, condamnat în mod eronat la închisoare în timpul Crăciunului.
- Beethoven's Christmas Adventure (2011) -  Un spiriduș de Crăciun fuge din greșeală cu sania Moșului, aterizează într-un oraș mic și pierde sacul magic cu jucării. Beethoven trebuie să salveze spiridușul, să recupereze sacul magic de la tâlhari și să restituie sania Moșului în timp pt a salva Crăciunul.
- Benji's Very Own Christmas Story (1978) —  Câinele faimos se întâlnește cu Kris Kringle în timp ce se pregătește pentru Crăciun în Elveția.
- The Best Christmas Pageant Ever (1983) — Un concurs  de Crăciun în biserică atinge inimile unei familii de delincvenți.
- The Best Christmas Pageant Ever (2010) —
- Borrowed Hearts (1997) — Un om de afaceri bogat plătește o mamă singură care lucrează în fabrică și pe fiica acesteia, ca să pretindă că sunt familia sa de Crăciun, pentru a impresiona un afacerist de modă veche interesat să-i cumpere fabrica.
- A Boyfriend for Christmas (2004) — Moș Crăciun este pețitor și cuplează doi tineri
- Call Me Claus (2001) — Moș Crăciun se pensionează și pregătește o femeie de afaceri să-l înlocuiască.
- A Carol Christmas (2003) — O variantă de comedie modernă a poveștii Colind de Crăciun.
- Carol for Another Christmas (1964) —  Această modernizare a poveștii Colind de crăciun a fost produsă pentru a promova ajutorul american dat Națiunilor Unite.
- A Chance of Snow (1998) — Un cuplu divorțat rămâne înzăpezit de Crăciun.
- Chasing Christmas (2005) —Într-o lume în care sărbătorile sunt conduse de eficientul Birou de Afaceri Yuletide,  o fantomă a Crăciunului Trecut obosită și înverșunată decide să dezerteze în timpul unei misiuni și să lase ținta lui blocată în 1965.
- Christmas at Water's Edge (2004) — Un înger face echipă cu un student pentru a organiza un concert de Crăciun.
- The Christmas Box (1995) — Bazat pe bestseller-ul cu același nume, un cuplu și fiica lor se mută cu o văduvă și descoperă o cutie care conține răspunsul la primul dar de Crăciun.
- The Christmas Card (Felicitarea de Crăciun) (2006) — Un soldat aflat în misiune în Afganistan primește o felicitare de Crăciun de la o femeie din California pe care nu o a întâlnit-o niciodată.
- Christmas Caper  (Și hoții revin acasă de Crăciun!) (2007) — O hoață se retrage în orașul ei natal pentru Crăciun. Poate spiritul Crăciunului, combinat cu un stagiu de babysitting pentru nepoata și nepotul ei,să o scape de obiceiurile ei rele?
- Căsuța de Crăciun (2008) — Filmul este inspirat din viața pictorului american Thomas Kinkade (1958 – 2012).
- Christmas Cupid (2007) — În timpul sezonului de Crăciun, Sloane Spencer, o cunoscută femeie de afaceri dar egoistă, este bântuită de fantoma celebrei actrițe Caitlin Quinn, o fostă clientă.
- (Rich Little's) Christmas Carol (1978) — Comedian Rich Little plays all of the characters, using his unique skills as an impressionist to apparently fill the cast with some of Hollywood's best-known stars.
- A Christmas Carol (1984) — Cu George C. Scott în rolul lui Ebenezer Scrooge, un bătrân avar care inventează scuze pentru a-și explica natura sa zgârcită atunci când este vizitat de trei fantome în ajunul Crăciunului.
- A Christmas Carol (1999) — O adaptare Hallmark Channel a faimoasei povestiri a lui Charles Dickens. Cu Patrick Stewart în rolul lui și Richard E. Grant în rolul lui Bob Cratchit.
- Christmas Do-Over (2006) — În acest alt film inspirat de scenariul din Ziua cârtiței un om trebuie să retrăiască aceeași zi de Crăciun până când va realiza cât de egoiste sunt faptele sale  și ce trebuie să facă pentru a se schimba în bine.
- Christmas Every Day (1996) — În această refacere pentru tineret a filmului Ziua cârtiței un adolescent egocentric este forțat să retrăiască aceeași zi Crăciun din nou și din nou după ce sora sa și-a pus dorința ca să fie Crăciun în fiecare zi.
- Christmas in Boston (Întâlnire cu surprize) (2005) — Doi vechi prieteni prin corespondență decid să se întâlnească în Boston  de Crăciun, singura problemă fiind că nu știu cum arată celălalt, ambii trimițând celuilalt imagini cu alte persoane care relativ arată mai bine.
- Christmas in Canaan (Crăciunul în Canaan, 2009) - În orașul rural Canaan, Texas are loc o încăierare în autobuzul școlar între doi colegi - unul, un băiat dur de la fermă, și celălalt, un băiat de culoare foarte bun la învățătură - care evoluează într-o prietenie nebănuită.
- The Christmas List (1997) — O femeie face o listă de lucruri pe care le vrea de Crăciun și învață lecția, ”Fii atent ce-ți dorești.”
- Christmas on Division Street (1991) —
- A Christmas Romance (Poveste de Crăciun) (1994) — Un vice-președinte de bancă este nevoit să-și petreacă Crăciunul cu o femeie care a fost în situația de a-și pierde casa din cauza datoriilor.
- The Christmas Secret (aka Flight of the Reindeer) (2000) —  Un om de știință își propune să demonstreze că renii pot zbura, iar de-a lungul drum descoperă adevăratul sens al credinței, familiei și Crăciunului.
- Christmas Spirit (2011) — Un spirit de Crăciun vizitează un băiat cinic a cărui mamă este pe cale să-și piardă slujba. Băiatul îi încredințează misiunea de a-și ajuta familia să regăsească spiritul Crăciunului, ocazie cu care el însuși reînvață ce este fericirea.
- The Christmas Star (1986) — Doi copii se împrietenesc cu un evadat despre care ei cred că este Moș Crăciun.
- Christmas Town (2008) — O mamă singură vizitează tatăl ei înstrăinat de Crăciun, și este surprinsă să descopere cât de ciudat seamănă orașul său natal cu Polul Nord.
- A Christmas Wedding (2006) — Emily și Ben întâlnit în ziua de Crăciun acum de gând să se căsătorească în această zi de Crăciun aproape doi ani mai târziu. Apoi, Emily trebuie să își găsească un loc de muncă, și amână planurile de nuntă. Problemele apar atunci când Ben încearcă să se ocupe de rochiile și pantofii domnișoarelor de onoare, în timp ce perfecționista Emily este preocupată de noul ei loc de muncă. Cu toate acestea, atunci când o furtună de zăpadă amenință să o blocheze pe Emily la locul de muncă, ea își dă seama că singurul lucru care contează este să fie împreună cu Ben și nunta lor de Crăciun.
- The Christmas Wish (1998) — Un om de afaceri încearcă să descopere un secret de familie al bunicii sale după ce se întoarce într-un oraș mic pentru a moderniza firma familiei sale.
- Crazy for Christmas (2006) —
- Dear Secret Santa (2013) — Jennifer se întoarce acasă în orășelul său pentru a redescoperi dragostea adevărată dar neîmplinită a vieții sale.
- Deck the Halls (1994) — Doi orfani au avut de decis cu care dintre cele două rude (un unchi și o mătușă) să-și petreacă Crăciunul.
- Deck the Halls (2005) — Doi vecini s-au certat după ce unul dintre ei și-a decorat casa de sărbători atât de puternic încât să poată fi văzută din spațiu.
- The Dog Who Saved Christmas (De pază de Crăciun - Un câine pus pe treabă) (2009) — Zeus este un fost câine polițist K-9 care ajunge să fie adoptat de familia Bannister și să încurce planurile unor hoți
- The Dog Who Saved Christmas Vacation (De pază de Crăciun 2 - Vacanță fără griji) (2010) — Zeus își continuă aventurile  de data aceasta alături de  frumoasa Bella
- Eve's Christmas (Steaua Crăciunului) (2004) —
- The Family Holiday (Un Crăciun în familie) (2007) —
- The Gathering (1977) — Un om pe moarte încearcă să reconciliere cu familia care l-a abandonat cu mai mulți ani în urmă, dar a venit să-l viziteze de Crăciun.
- A Grandpa for Christmas (2007) —
- The Greatest Store in the World (Magazinul cel mare) (1999) — O familie își pierde casa în timpul Crăciunului și, în disperare, se mută într-un magazin pe această perioadă.
- A Hobo's Christmas (Crăciunul unui vagabond, 1987)  — Un vagabond decide să se întoarcă acasă după 25 de ani.
- Holiday in Handcuffs (2007) —
- Holiday Affair ( Cadoul de Crăciun) (1996) - Film romantic despre întâlnirea de Crăciun dintre o tânără văduvă și un vânzător. Refacere a filmului din 1949.
- Home Alone 4 (Singur acasă 4) (2002) — O continuare pentru TV a filmului original Singur acasă
- Home Alone 5 (Singur acasă 5) (2002) — O continuare pentru TV a filmului original Singur acasă
- Home for the Holidays (1972) — Patru surori se întorc acasă pentru a își vizita tatăl de Crăciun, dar din păcate descoperă că cineva încearcă să-l omoare.
- Home for the Holidays (2008) —
- A Home for the Holidays (2005) — O femeie se luptă să-i adopte pe orfanii care îi sunt rude.
- J.T. (1969) — Un tânăr hangiu adoptă o pisică rătăcită de Crăciun, ca să îi distragă atenția mamei lui problemele financiare.
- Love At The Christmas Table (2012) — Un bărbat își dă seama că cel mai bun prieten al său din copilărie este chiar femeia pe care o iubește.
- Like Father, Like Santa (Așa tată, așa Moș Crăciun) (1998) — Proprietarul celei mai mari fabrici de jucării din lume își neglijează soția și fiul dar apoi redescoperă magia Crăciunului.
- Familia lui Moș Crăciun (Meet the Santas) (2005) — Sequel al  Moș Crăciun caută Crăciuniță (Single Santa Seeks Mrs. Claus).
- Moonlight and Mistletoe (2007) —
- A Mom for Christmas (1990) —
- The Monster's Christmas (1981) —
- The Mrs. Clause (aka The Christmas Clause) (2008) —
- Mrs. Miracle (2009) —
- Naughty or Nice (2004) — Un prezentator de sport la un radio din Chicago se întâlnește, de Crăciun, cu un fan de 15 ani, care este pe moarte din cauza cancerului, care îl roagă să fie alături de el pentru o zi.
- November Christmas (2010) - O tânără fată curajoasă se luptă cu cancerul, lucru care influențează pe oamenii din jurul ei.
- Richie Rich's Christmas Wish (1998) — După ce a fost acuzat că a stricat Crăciunul, cel mai bogat copil din lume dorește să nu se fi născut niciodată.
- The Santa Suit (Costumul lui Moș Crăciun) (2010) - Președintele Hunter Marketing vrea să-l angajeze pe Moș Crăciun pentru a-și promova mai bine produsele dar lucrurile se întorc împotriva sa când adevăratul Moș Crăciun îl transformă într-o sosie a lui
- Santa Who? (Cine este Moș Crăciun? ) —
- A Season for Miracles (1999) — A
- Silent Night, Deadly Night 3: Better Watch Out! (1989)
- Silent Night, Deadly Night 4: Initiation (1990)
- Silent Night, Deadly Night 5: The Toy Maker (1992)
- A Smoky Mountain Christmas (1986) — O cântăreață se retrage la o cabană de munte izolat pentru o vacanță liniștită, dar găsește șapte copii orfani acolo.
- Three Days (Trei zile) (2001) — Un înger oferă  unui agent literar a cărui soție a murit înainte de Crăciun șansa de a retrăi ultimele trei zile, pentru a-i salva viața soției.
- The Three Kings (1987) —
- Three Wise Guys (2005) —
- Will You Merry Me? (Căsătorie de Crăciun) (2008) — Un tânăr cuplu (creștino-iudaic), chiar înainte de Crăciun, hotărăsc că este timpul ca parinții lor să se cunoască între ei.